# カール・フォン・ピロティ

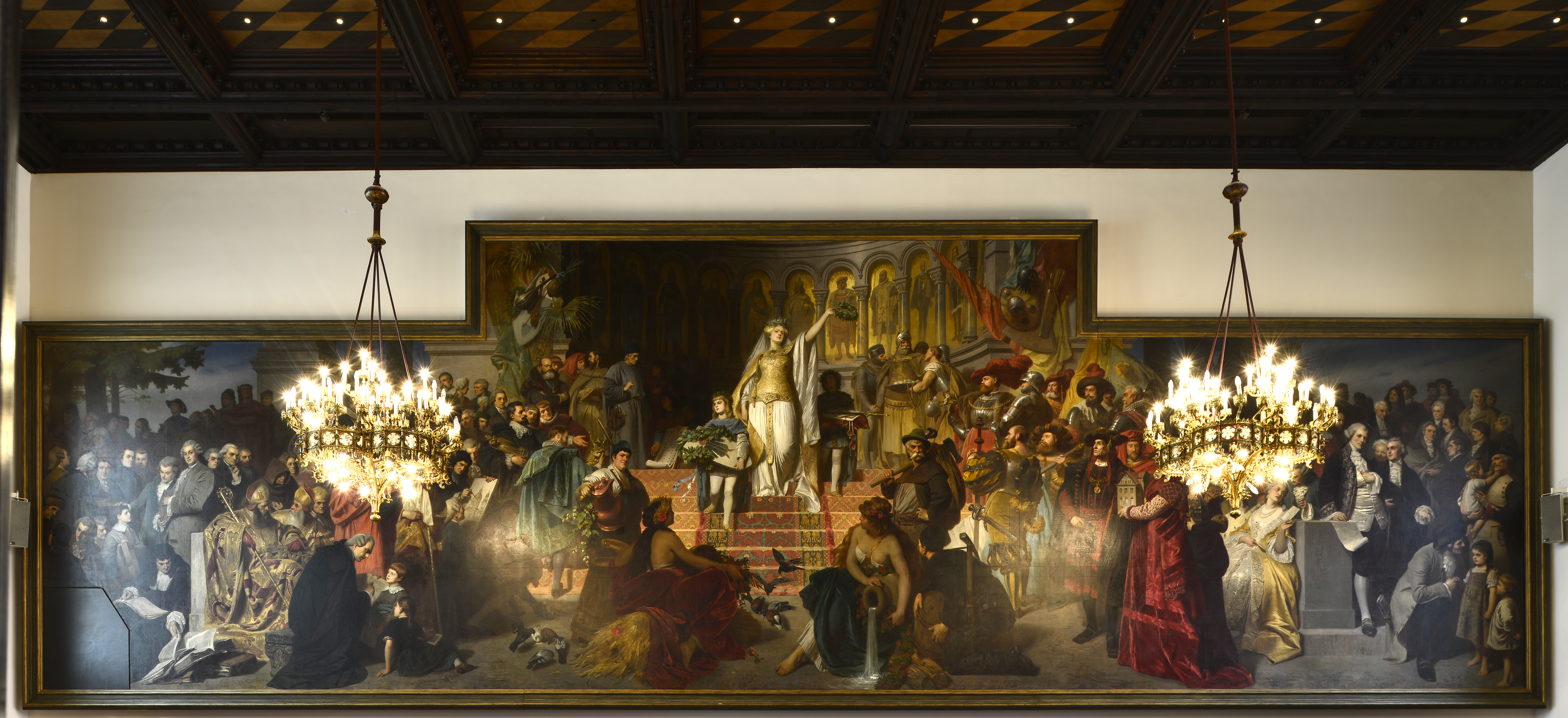
ミュンヘンのシティ・ホールの絵画「モナキア（ミュンヘンの歴史）」

カール・フォン・ピロティ（Carl Theodor von Piloty、Karlとも、1826年10月1日 - 1886年7月21日）は、ドイツの画家である。長くミュンヘン美術院で、多くの画家を教えた。

## 略歴
ミュンヘンで生まれた。父親は有名な版画家のフェルディナント・ピロティ（de:Ferdinand Piloty）で父親と同名の弟フェルディナント・ピロティ2世（Ferdinand Piloty der Jüngere: 1828-1895)も画家になった。1840年からミュンヘン美術院でユリウス・シュノル・フォン・カロルスフェルトやカール・ショルンに学んだ。父親が没した後、1844年から1847年まで、父親の残した版画の工房、Piloty & Löhleを運営した。1856年からミュンヘン美術院の教授に任じられ、1860年には爵位を与えられた 。1874年には美術院の校長に任じられた。
美術院の教師として多くの画家を育て、ピロティの教えを受けた画家には、フランツ・フォン・レンバッハや、ハンス・マカルト、ヴィルヘルム・フォン・ディーツ、フーゴー・フォン・ハーベルマン、フランツ・デフレガー、ニキフォロス・リトラスらがいる。
1879年に15,30 m × 4,60mの大作を描き、ミュンヘンのシティ・ホールに飾られた。ミュンヘンの古名のモナキアというタイトルの絵は、ミュンヘンの歴史上の人物128人が描かれた。1952年に公開が中止され2000年から修復が行われ2004年に、再度公開された。

## 人物
- 写実的な歴史画を描いた。
- 息子のオスカル・ピロティ（de:Oskar Piloty）は化学者となり有機化学の分野で功績を上げたが第一次世界大戦で戦死した。もう一人の息子、ロベルト・ピロティ（de:Robert Ferdinand Piloty）は法律家でドイツ民主党の政治家となった。

## 作品

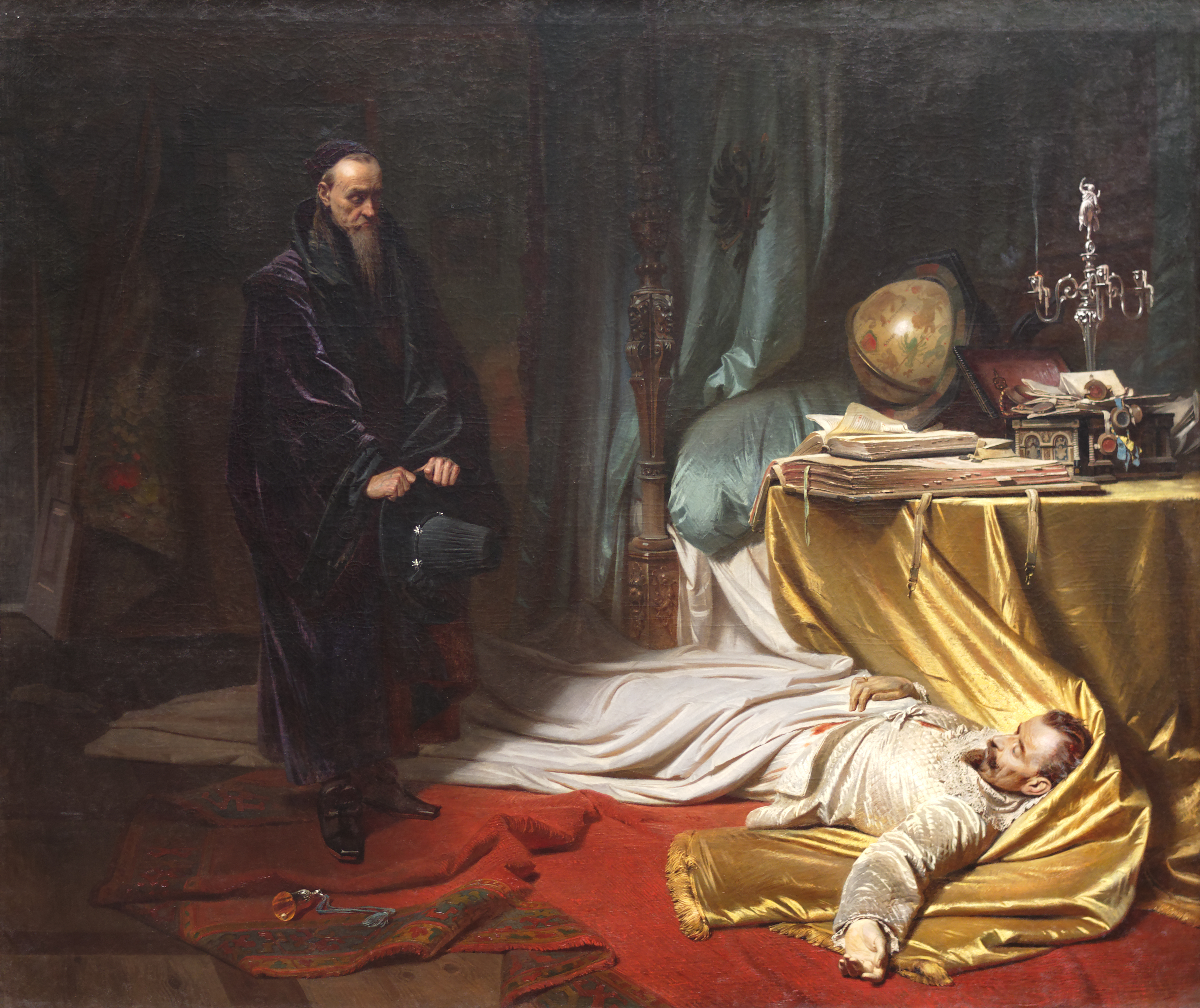
「ヴァレンシュタインの暗殺」
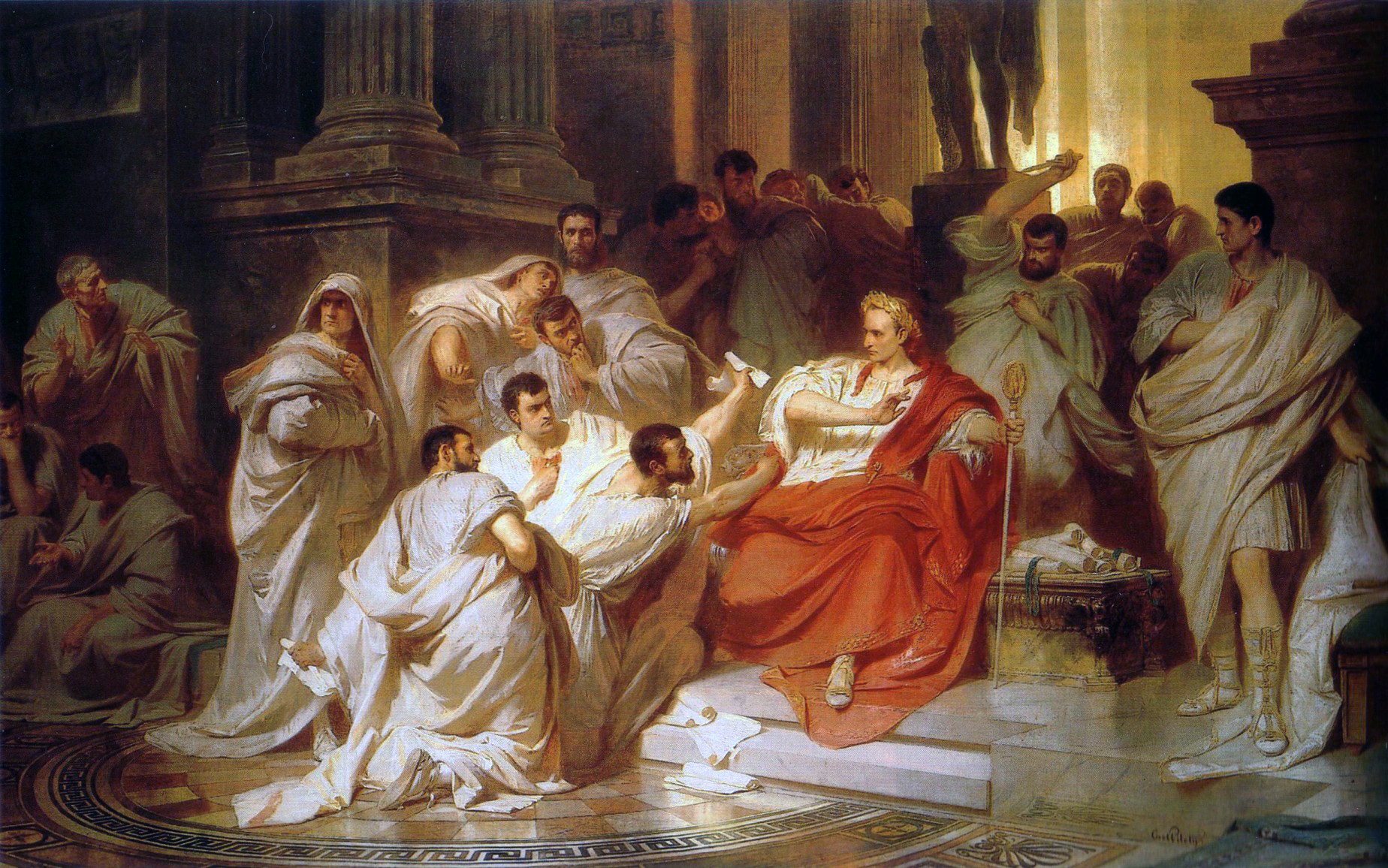
「シーザーの暗殺」 (1865)
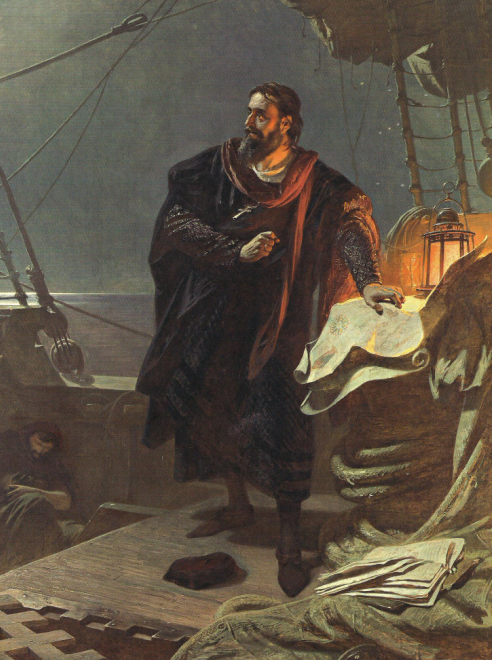
「クリストファー・コロンブス」 (1865)
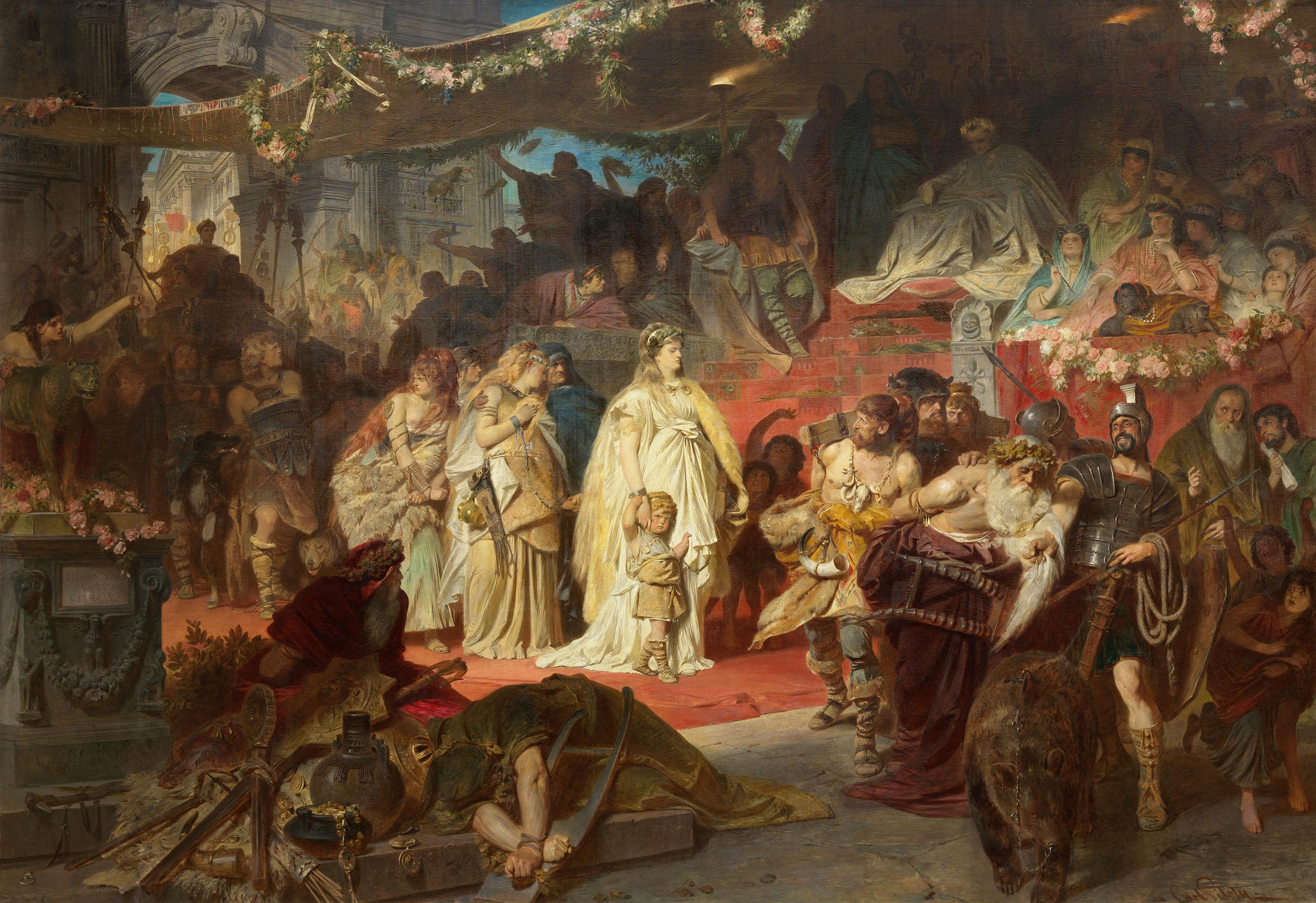
「ゲルマニクスの凱旋式でのトゥスネルダ 」(1873)
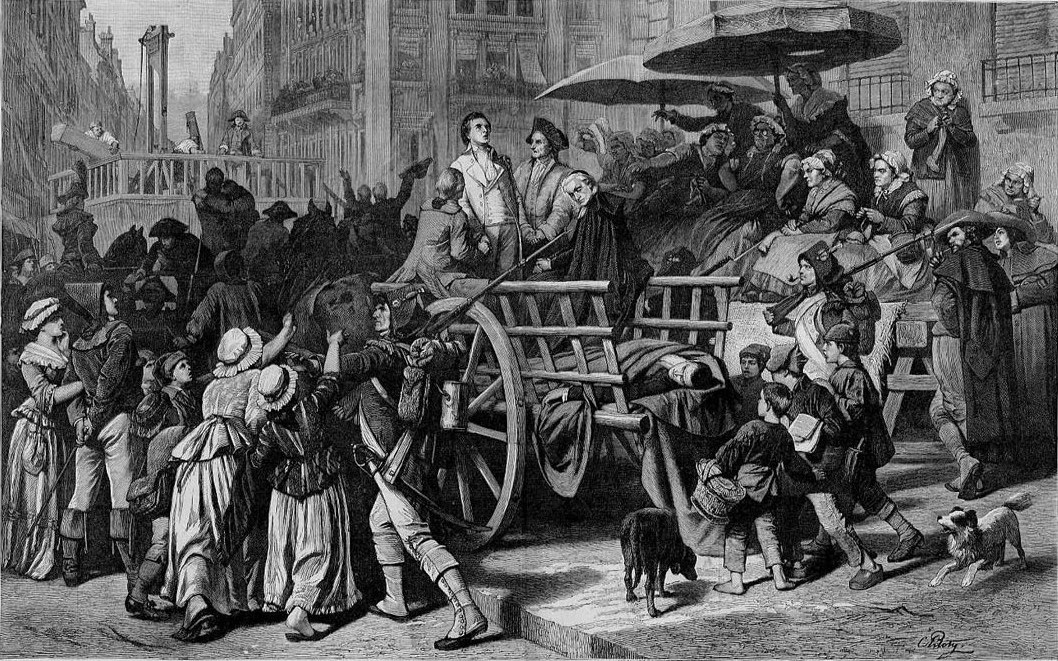
版画「ジロンド派」
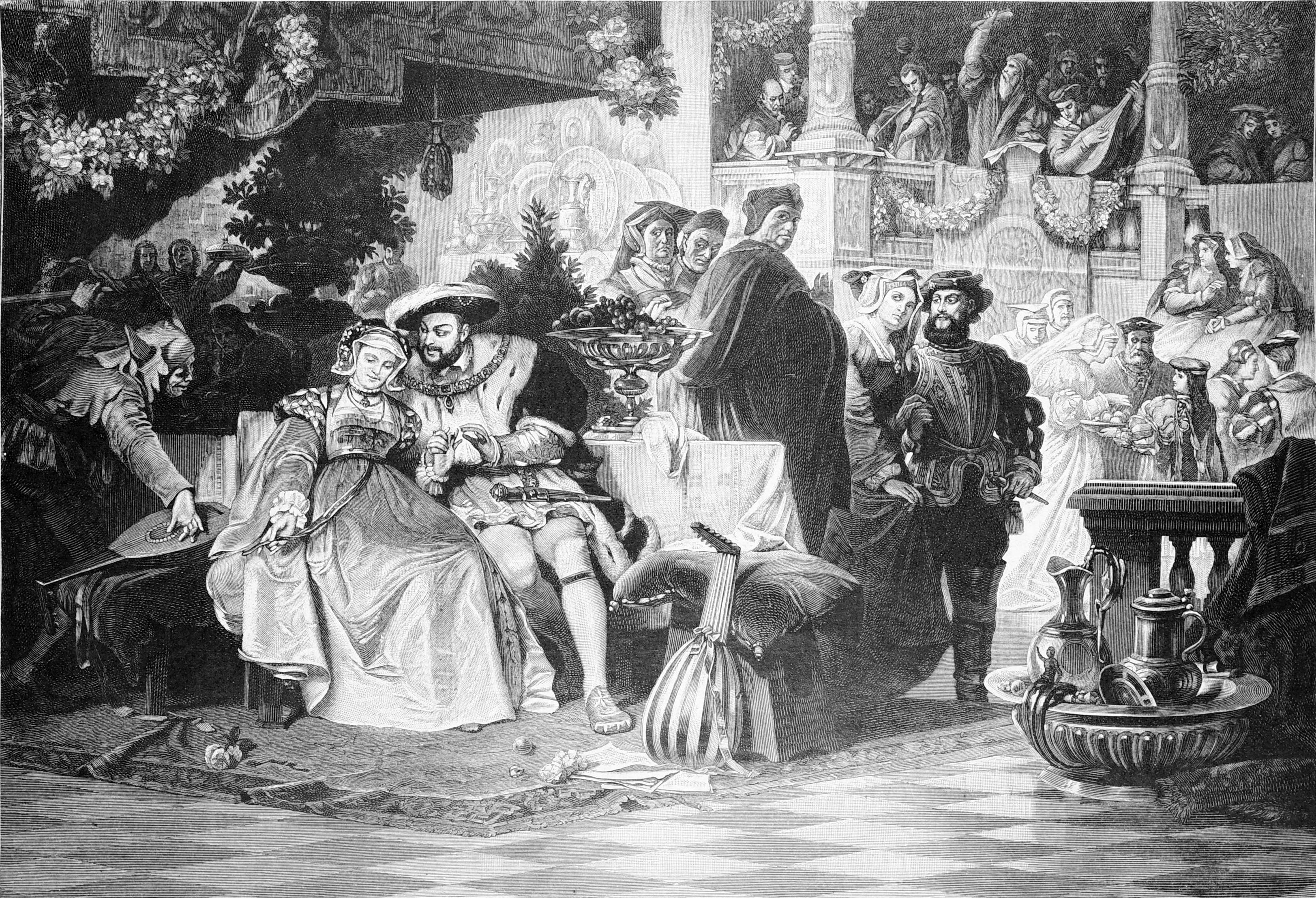
版画「アン・ブーリンとヘンリー8世」